# Pathuitz, Larráinzar
Pathuitz är en ort i Mexiko.   Den ligger i kommunen Larráinzar och delstaten Chiapas, i den sydöstra delen av landet, 700 km öster om huvudstaden Mexico City. Pathuitz ligger 2 202 meter över havet och antalet invånare är 120.
Terrängen runt Pathuitz är kuperad åt nordost, men åt sydväst är den bergig. Runt Pathuitz är det ganska tätbefolkat, med 166 invånare per kvadratkilometer. Närmaste större samhälle är San Cristóbal de las Casas, 19,0 km sydost om Pathuitz. I omgivningarna runt Pathuitz växer i huvudsak städsegrön lövskog.